# أليفة رفعت
أليفة رفعت (5 يونيو 1930 - يناير 1996)، واسمها الحقيقي «فاطمة عبد الله رفعت» كاتبة ومؤلفة مصرية مثيرة للجدل. لها مجموعة من القصص القصيرة التي عكست حياة النساء المصريات في الريف المصري. مُنعت مجموعتها القصصية «بعيدًا عن المئذنة» في مصر، حتى وفاتها، ونَشرت مرارًا تحت أسماء مستعارة، كـ «بنت بنها»، و«عايدة».
رغم كونها لم تكن تتحدث سوى العربية، إلا أنها غادرت مصر إلى عدة بلدان منها: إنجلترا وألمانيا وكندا والمغرب وتونس والنمسا وقبرص وتركيا والسعودية حيث قامت بأداء مناسك الحج. ترجمت كتبها إلى الإنجليزية والألمانية والسويدية والهولندية.
كانت أليفة رفعت تأمل في شبابها بالالتحاق بالجامعة، لكن والديها عارضا ذلك، بل وخططا لزواجها بدلا من ذلك. كان لهذا الحدث تأثير بارز على كتاباتها التي انتقدت فيها الطريقة التي تعامل بها المرأة محتجة على وضع المرأة في بيئة لا تمنحها حرية الاختيار، فيما يسمى بـ «أدب الاحتجاج». وصفت أليفة رفعت في قصصها، حالة الوحدة التي عانت منها النساء، والفصل الحاد بين عالم الرجل وعالم المرأة، بل ودعت الأزواج لاحترام رغبات زوجاتهم الجنسية. وقد انطلقت في هذا الميدان حتى كتبت أقاصيص عن السحاق وعن اتخاذ الحبيبة بديلاً عن الزوج في أداء وظائفه، وعن فضول المراهقات والمراهقين لاكتشاف وظائف الأعضاء لدى كل منهما، وغير ذلك من الموضوعات. أدى ذلك لمهاجمتها لِما في كتاباتها من تحدٍ للتقاليد الإسلامية.
توفي زوجها وهي في سن الـ 48، بينما توفيت هي في القاهرة عام 1996، وهي أم لثلاث أبناء.
من أعمالها:
- حواء تعود لآدم (مجموعة قصصية).
- من يكون الرجل (مجموعة قصصية).
- بعيداً عن المئذنة (مجموعة قصصية).
- جوهرة فرعون (رواية).